# Kochersberg (Berg)
Der Kochersberg ist ein 301 Meter hoher Berg auf dem Gebiet der elsässischen Gemeinde Neugartheim-Ittlenheim. Die ihn umgebende fruchtbare Landschaft wird ebenfalls Kochersberg genannt.
Im Mittelalter stand auf seinem Gipfel die Burg Kochersberg, die jedoch im 16. Jahrhundert zerstört wurde und heute nur noch eine Ruine ist.
Zwischen 1794 und 1797 wurde auf dem Berg ein Chappe-Telegraf errichtet, der bis 1852 in Gebrauch war. Der Turm gehörte zur Optische-Telegrafie-Linie Paris–Straßburg. Seit Ende des 20. Jahrhunderts ist er durch ein unbewegliches Denkmal in Form eines Chappe-Turms ersetzt, das bei klarem Wetter noch in einer Entfernung von zehn Kilometern sichtbar ist.